# Joseph G. LaPointe, Jr.
Joseph Guy LaPointe Jr. (2 juillet 1948 - 2 juin 1969) était un infirmier de combat dans l'armée américaine qui a reçu à titre posthume la Médaille d'honneur pour ses actions pendant la guerre du Vietnam.

## Mémoire et honneur

### Citation pour la médaille d’honneur
« For conspicuous gallantry and intrepidity in action at the risk of his life above and beyond the call of duty. SPC4. LaPointe, Headquarters and Headquarters Troop, 2d Squadron, distinguished himself while serving as a medical aidman during a combat helicopter assault mission. SPC4. LaPointe's patrol was advancing from the landing zone through an adjoining valley when it suddenly encountered heavy automatic weapons fire from a large enemy force entrenched in well fortified bunker positions. In the initial hail of fire, 2 soldiers in the formation vanguard were seriously wounded. Hearing a call for aid from 1 of the wounded, SPC4. LaPointe ran forward through heavy fire to assist his fallen comrades. To reach the wounded men, he was forced to crawl directly in view of an enemy bunker. As members of his unit attempted to provide covering fire, he administered first aid to 1 man, shielding the other with his body. He was hit by a burst of fire from the bunker while attending the wounded soldier. In spite of his painful wounds, SPC4. LaPointe continued his lifesaving duties until he was again wounded and knocked to the ground. Making strenuous efforts, he moved back again into a shielding position to continue administering first aid. An exploding enemy grenade mortally wounded all 3 men. SPC4. LaPointe's courageous actions at the cost of his life were an inspiration to his comrades. His gallantry and selflessness are in the highest traditions of the military service and reflect great credit on him, his unit, and the U.S. Army. »
— (en) US Army Center Of Military History, « Medal of Honor Recipients.World War II (Recipients A-F) »

« Pour bravoure et intrépidité remarquables dans l'action au risque de sa vie au-delà de l'appel du devoir. Le soldat SPC4 [SPC pour spécialiste] LaPointe, Quartier général et Troupe du Quartier général, 2e Escadron, s'est distingué en servant comme aide médicale lors d'une mission d'assaut d'hélicoptère de combat. La patrouille du soldat SPC4 LaPointe avançait de la zone d'atterrissage à travers une vallée adjacente lorsqu'elle a soudainement rencontré des tirs d'armes automatiques nourris d'une grande force ennemie retranchée dans des positions de bunker bien fortifiées. Dans la première grêle de feu, 2 soldats de l'avant-garde de la formation ont été grièvement blessés. Entendant un appel à l'aide de l'un des blessés, le soldat SPC4 LaPointe a couru vers l'avant à travers un feu nourri pour aider ses camarades tombés au combat. Pour atteindre les blessés, il est obligé de ramper directement en vue d'un bunker ennemi. Alors que des membres de son unité tentaient de fournir un tir de couverture, il a administré les premiers soins à un homme, protégeant l'autre avec son corps. Il a été touché par une rafale de feu depuis le bunker alors qu'il s'occupait du soldat blessé. Malgré ses blessures douloureuses, le soldat SPC4 LaPointe a continué ses tâches de sauvetage jusqu'à ce qu'il soit à nouveau blessé et projeté au sol. Faisant des efforts acharnés, il est retourné dans une position de protection pour continuer à administrer les premiers soins. L'explosion d'une grenade ennemie blessa mortellement les 3 hommes. Les actions courageuses du soldat SPC4 LaPointe au prix de sa vie ont été une inspiration pour ses camarades. Sa bravoure et son altruisme font partie des plus hautes traditions du service militaire et font honneur à lui, à son unité et à l'armée américaine. »

### Médailles militaires
Joseph G. LaPointe, Jr. a reçu la Médaille d'honneur :
- Medal of Honor